# Stena Vinga
Die Stena Vinga ist eine RoPax-Fähre der Stena Line im Kattegat. Bis 2018 wurde das Schiff als Hammerodde im Verkehr zur Insel Bornholm eingesetzt.

## Geschichte

### Hammerodde(2005–2018)

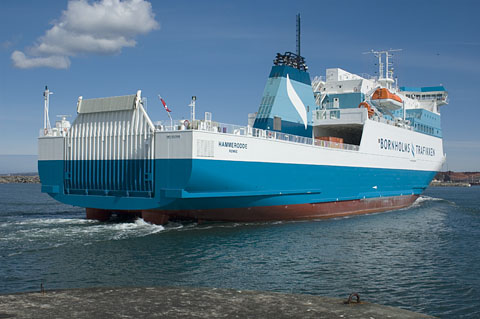
RoRo-Heck vor dem Umbau

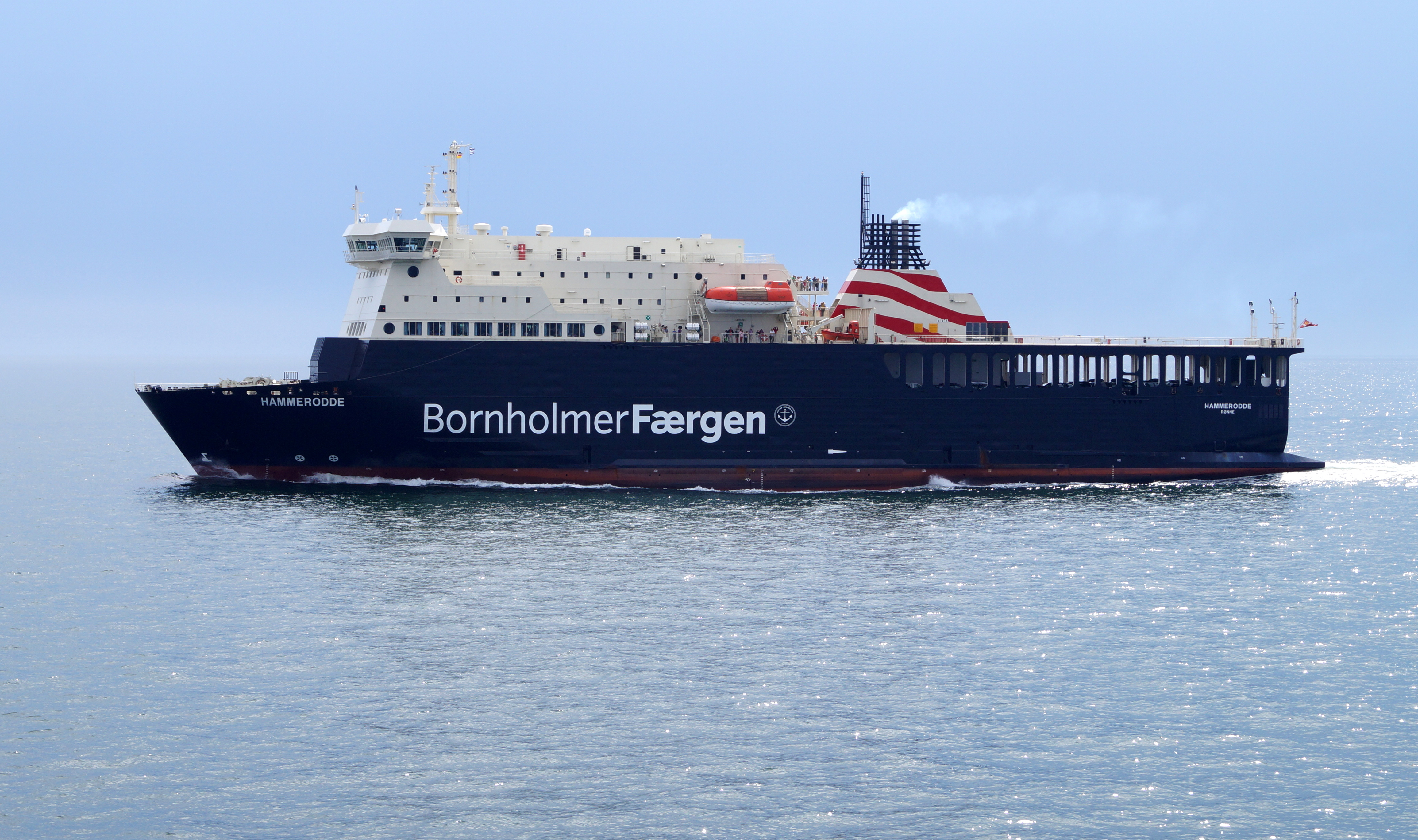
Nach dem Umbau

Die niederländische Werft Merwede BV in Hardinxveld-Giessendam baute die RoPax-Fähre nach einem erfolgreichen Design des ehemaligen Schiffbauunternehmens Van der Giessen-De Noord und lieferte das Schiff nach einer Bauzeit von nur elf Monaten am 20. April 2005 an den damaligen Auftraggeber Bornholmstrafikken ab. Das Schiff wurde als Hammerodde, benannt nach der Nordspitze Bornholms, unter dänischer Flagge und mit Heimathafen Rønne in Dienst gestellt. Bis zum 1. September 2018 pendelte die Fähre abwechselnd zwischen Rønne und den Häfen von Ystad, Køge und Sassnitz.
BornholmerFærgen verlor 2017 die Neuausschreibung des Verkehrsvertrages für die Bedienung der Fährverbindungen nach Bornholm an die Molslinjen. Die Hammerrodde wurde daraufhin für rund 22 Mio. Euro an Stena RoRo, wie die Stena Line ein Unternehmen der schwedischen Stena-Gruppe, verkauft und bis September 2018 zur Erfüllung des noch laufenden Verkehrsvertrages zurückgechartert.  Sie wurde auf den Verbindungen nach Bornholm von der Hammershus ersetzt.
Ausstattung
Der Entwurf ist optimiert auf den Allwetter-Transport von Lastkraftwagen, Bussen, Personenkraftwagen und ihren Passagieren zwischen verhältnismäßig kleinen Häfen. Anfang 2010 erhielt die Hammerodde bei STX Europe in Helsinki ein zusätzliches Ladedeck und einen Ruheraum für Passagiere. Als Hammerodde hatte das Schiff folgende Decksaufteilung:
- Deck 3: Unteres Fahrzeugdeck mit 645 Lademetern, zu erreichen über eine 11,50 Meter breite Heckrampe.
- Deck 5: Oberes Fahrzeugdeck, zu erreichen von Deck 3 über eine aufziehbare Rampe. Dieses Deck wurde im Winter 2010 um ein zusätzliches Ladedeck für Sattelauflieger erweitert.[5]
- Deck 7: Bistro mit 50 Sitzplätzen, Rezeption, Duty-free-Shop und Aufenthaltsräumen mit insgesamt 256 Ruhesesseln
- Deck 8 und 9: 20 Einzelkabinen, 36 Doppelkabinen und 4 Vier-Bett-Kabinen, jeweils mit eigener Sanitärzelle. Beim Umbau Anfang 2010 wurde auf Deck 8 ein Ruheraum mit einem neuartigen Kojensystem ergänzt.[5]

### Stena Vinga(seit 2018)

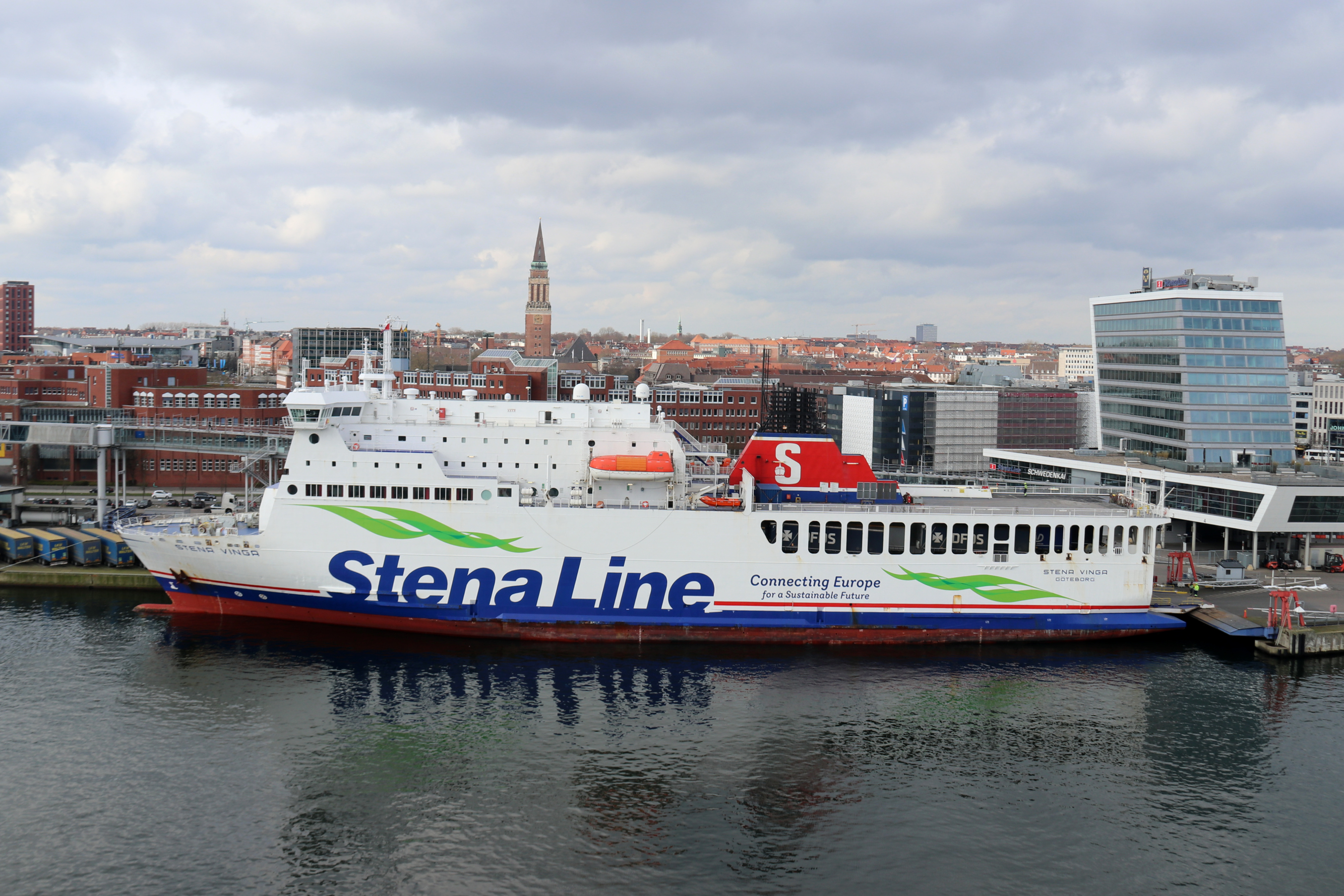
Stena Vinga am Liegeplatz Kiel

Am 2. September 2018 traf das Schiff auf einer Werft in Landskrona ein, wurde dort in Stena Vinga umbenannt und nach Schweden umgeflaggt. Nach einigen Umbauten und einem neuen Außenanstrich wurde das Schiff seit dem 15. September 2018 zwischen Göteborg und Frederikshavn eingesetzt und ersetzte damit die Stena Gothica. Seit der nach dem Brexit gestiegenen Nachfrage nach einer Irlandverbindung unter Umgehung Großbritanniens wurde das Schiff zwischen Cherbourg und Rosslare eingesetzt.
Anfang 2023 wurde das Schiff als Ersatz auf der Route Göteborg–Kiel für Frachttransporte eingesetzt.
Ab Ende März 2025 soll das Schiff von DFDS im Fährverkehr zwischen Portsmouth und Saint Helier auf der Kanalinsel Jersey eingesetzt werden.[veraltet]

## Schwesterschiff
Das Schwesterschiff Dueodde wurde im Unterauftrag von der Volharding Shipyard in Harlingen gebaut und eine Woche später abgeliefert.